# Żywe linie
Żywe linie – tom wierszy Tadeusza Peipera wydany w 1924.
Tom składa się z kilkunastu wierszy, realizujących założenia Awangardy Krakowskiej. Utwory pisane są wierszem wolnym z charakterystycznymi dla Peipera długimi wersami. Wiersze przedstawiają obrazy miasta, wiejskie widoki, zawierają wątki erotyczne.